# Kian Fitz-Jim
Kian Fitz-Jim (* 5. Juli 2003 in Amsterdam) ist ein niederländisch-surinamischer Fußballspieler, der aktuell bei Ajax Amsterdam in der Eredivisie spielt.

## Karriere

### Verein
Fitz-Jim begann seine fußballerische Karriere bei den beiden Jugendvereinen SC Buitenveldert und AFC Amsterdam. 2015 wechselte er in die Jugend von AZ Alkmaar, wo er bis 2019 spielte, ehe er in die Jugend zu Ajax Amsterdam wechselte. Für AZ kam er in der Saison 2018/19 15 Mal für die U17 zum Einsatz, wobei er einmal traf. Auch bei Ajax spielte er zunächst in der U17, wo er 17 Mal zum Einsatz kam und dreimal traf, außerdem kam er zweimal für die U19 und zweimal in der Youth League zum Einsatz. In der Folgesaison debütierte er am 21. Dezember 2020 (21. Spieltag) für Jong Ajax, als er in der 65. Minute für Donny Warmerdam gegen den SC Telstar ins Spiel kam. Am 23. Februar 2021 (25. Spieltag) schoss er gegen den FC Volendam sein erstes Tor im Profibereich, als sein Team 2:3 verlor. Die Saison beendete er mit 20 Einsätzen in der zweithöchsten niederländischen Liga und einer Nominierung in den Spieltagskader der ersten Mannschaft am ersten Spieltag. Ende Februar verlängerte er seinen Vertrag bei den Hauptstädtern bis Juni 2024.
In der Hinrunde der Saison 2023/24 war er an Excelsior Rotterdam ausgeliehen.

### Nationalmannschaft
Fitz-Jim spielte bislang für mehrere Juniorenmannschaft der Niederlande, war jedoch bei keinem großen Turnier dabei.